# Police, Cerkno
Police este o localitate din comuna Cerkno, Slovenia, cu o populație de 17 locuitori.